# Comme ton père (film)
Pour les articles homonymes, voir Comme ton père.
Pour plus de détails, voir Fiche technique et Distribution.
Comme ton père est une comédie dramatique française de Marco Carmel sortie en 2007.
Un film distribué par la société Carrere Group D.A.

## Synopsis
En 1968, la famille Maïmon : Félix, Mireille et leurs deux enfants, Eric et Michel, débarquent à Marseille.
Quelques années plus tard, à peine installé à Belleville, Félix fait la connaissance de Serge, un parrain local avec qui il se lie d'amitié. Serge entraîne Félix sur les chemins du grand banditisme, jusqu'à ce que celui-ci se fasse prendre par la police et décide d'endosser, à la place de Serge, la responsabilité de chef de bande. Mireille, honteuse, raconte à ses enfants que leur père est rentré pour combattre en Israël.
Michel et Eric passent leur temps libre à jouer dans un terrain vague à côté de l'appartement, où Michel découvre une cachette abandonnée emplie d'objets de la guerre, dont un vieux projecteur de cinéma. Mireille prend la famille à bras le corps et tente de protéger ses enfants de l'influence de Serge.

## Fiche technique
- Réalisation : Marco Carmel
- Scénario : Serge Ankri, Marco Carmel, Séverine Jacquet et Emmanuel Pinto
- Musique : Armand Amar
- Décors : Emmanuelle Duplay
- Photo : Giora Bejach
- Producteur : Florence Laneurie
- Production : Rézo Films, en association avec la SOFICA Cinémage 1
- Distribution : Rézo Films
- Budget : €3,000,000
- Format : couleur - 2,35:1 - 35 mm - DTS
- Pays :  France
- Langue : français
- Dates de sortie :
  -  France : 12 décembre 2007

## Distribution
- Richard Berry : Serge
- Gad Elmaleh : Félix
- Yaël Abecassis : Mireille
- Jules Angelo Bigarnet : Michel
- Corentin Daumas : Eric

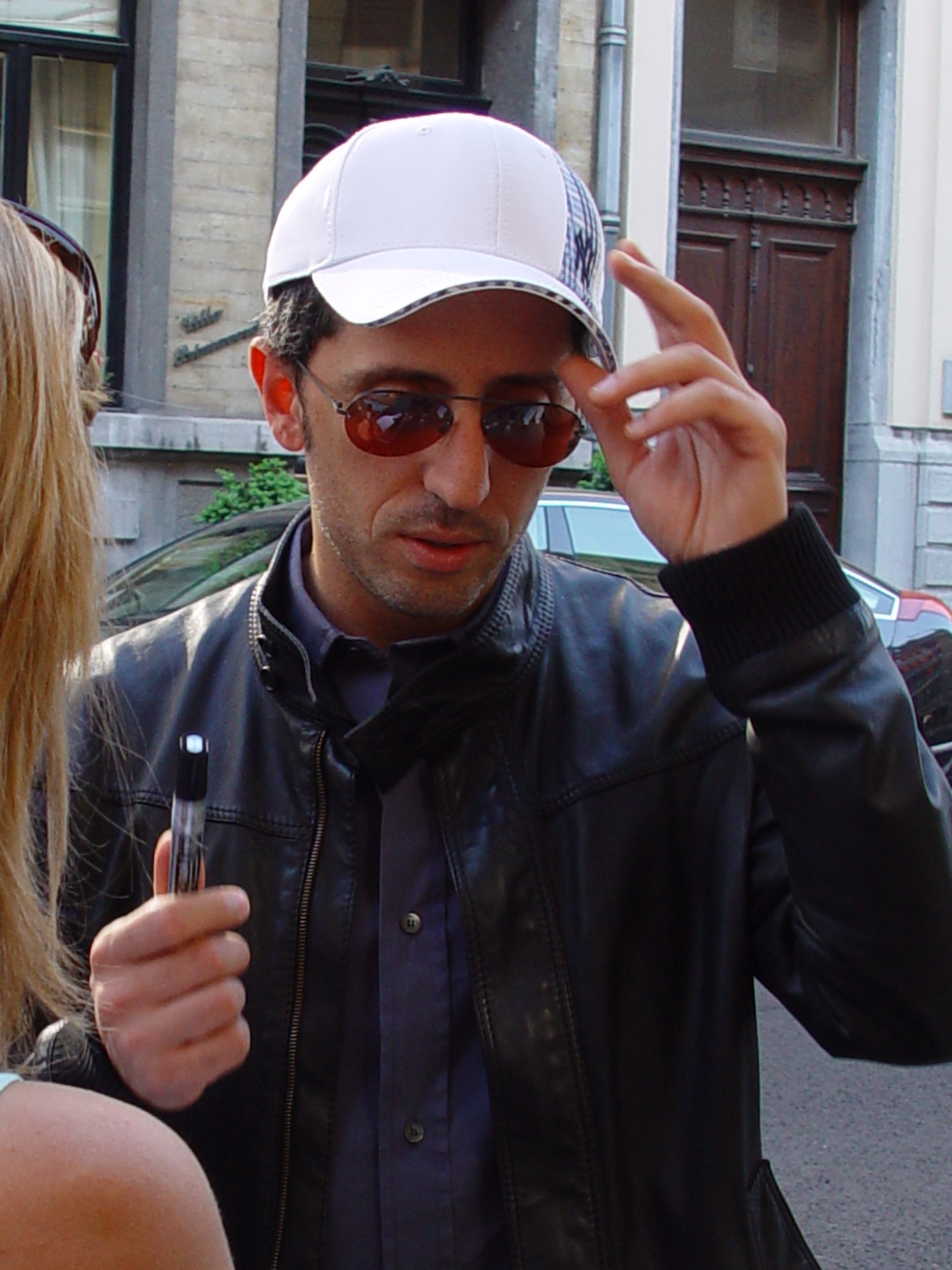
Le comédien Gad Elmaleh au Cirque Royal 2007.

- Jean-Philippe Écoffey : Inspecteur Berthelier
- Arsène Mosca : l'épicier
- Juliette Lopes Benites : Cécile
- Paulette Frantz : la caissière du cinéma